# Liste de points extrêmes de l'Australie

Carte des points extrêmes de l'Australie (Île principale).

Voici une liste des points extrêmes de l’Australie.

## Latitude et longitude

### Île principale
- Nord : cap York, Queensland (10° 41′ S, 142° 32′ E)
- Sud : South Point, Péninsule de Wilson, Victoria (39° 08′ S, 146° 22′ E)
- Ouest : Steep Point, Australie-Occidentale (26° 09′ S, 113° 09′ E)
- Est : cap Byron, Nouvelle-Galles du Sud (28° 38′ S, 153° 38′ E)

### Totalité du territoire
- Nord : Bramble Cay, îles du détroit de Torrès, Queensland (9° 08′ 31″ S, 143° 52′ 30″ E)
- Sud : île Macquarie, Tasmanie (54° 37′ S, 158° 51′ E)
- Ouest : Rocher Meyer, îles MacDonald, Australie (53° 01′ 18″ S, 72° 34′ 39″ E)[1]
- Est : île Norfolk (29° 02′ S, 167° 57′ E)

## Altitude
- Maximale :
  - Île principale : mont Kosciuszko, 2 229 m (36° 27′ S, 148° 16′ E)
  - Tout le territoire australien : pic Mawson, île Heard, 2 745 m (53° 06′ S, 73° 31′ E)
- Minimale : lac Eyre, -15 m (28° 22′ S, 137° 22′ E)